# Proton Prevé
O Proton Prevé é um sedan compacto com quatro portas desenvolvido pela fabricante de automóveis Proton malasiana. Foi lançado em 16 de abril de 2012 e baseia-se na próxima geração da plataforma P2 da Proton. O Prevé é o sedã complemento para os carro Proton Suprima S hatchback, e é também o sucessor do Proton Persona e Proton Gen-2.
Algumas versões foram equipadas com transmissão continuamente variável (Câmbio CVT).

## Recepção pela crítica

### Tailândia
O Prevé, foi recebido com aclamação da crítica na Tailândia. O Bangkok Post elogiou o preço do dele, citando que nenhum outro fabricante tailandês conseguia produzir carros na sua categoria por esse preço. O Manager Daily considerou o Prevé como uma grande melhoria em muitos aspectos, sobre as ofertas anteriores da Proton, incluindo o design e a qualidade de construção. Motortrivia destacou a confiança da Proton no Prevé, citando a garantia de 5 anos e o preço acessível em comparação com os seus homólogos japoneses montados na Tailândia.

## Galeria

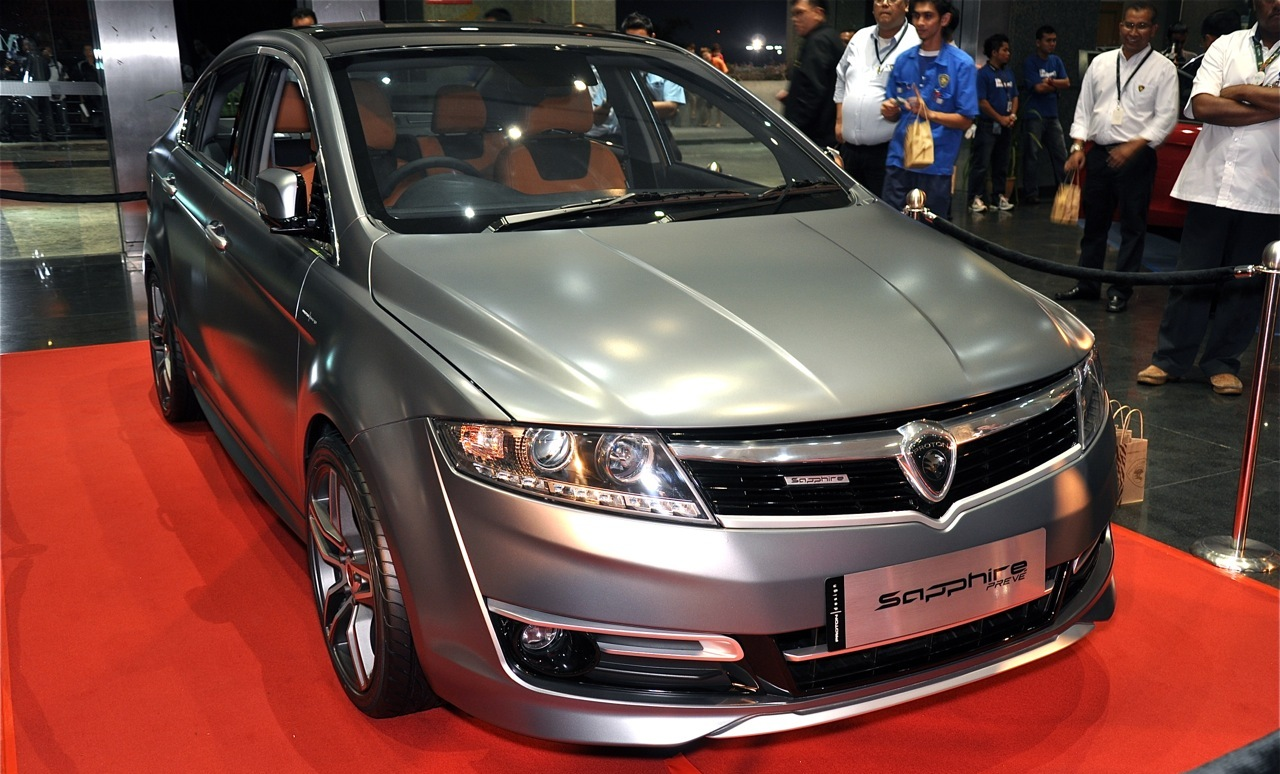
Proton Prevé Sapphire Concept exterior.
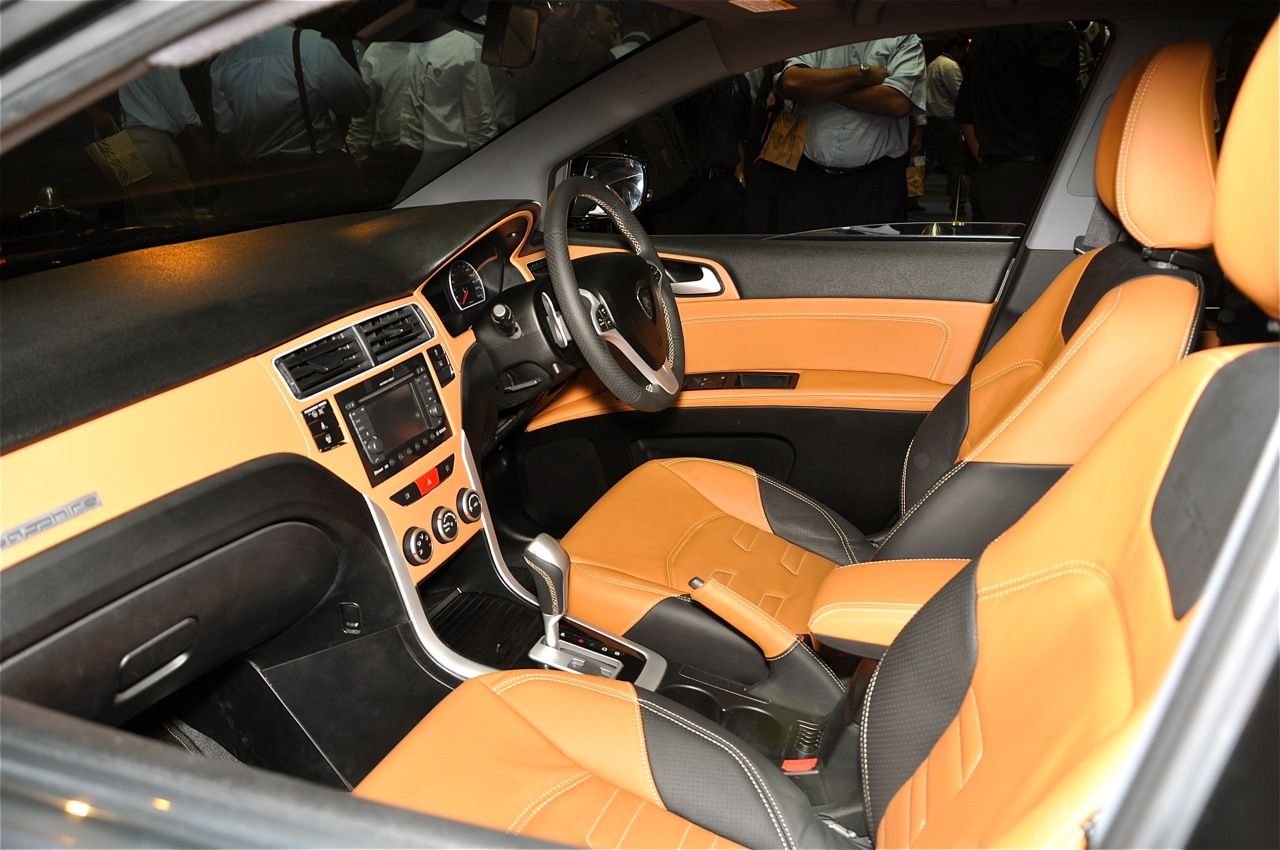
Proton Prevé Sapphire Concept interior.
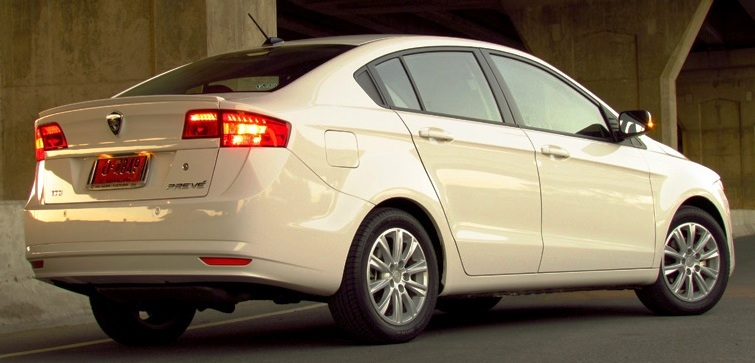
Proton Prevé (traseira) em Bangkok, Tailândia.